# Catoptrus quinquedentatus
Catoptrus quinquedentatus is een krabbensoort uit de familie van de Portunidae. De wetenschappelijke naam van de soort is voor het eerst geldig gepubliceerd in 2006 door Yang, Chen & Tang.